# Ternuay-Melay-et-Saint-Hilaire
Ternuay-Melay-et-Saint-Hilaire ist eine französische Gemeinde mit 445 Einwohnern (Stand: 1. Januar 2022) im Département Haute-Saône in der Region Bourgogne-Franche-Comté. Die Bewohner werden Tugnerots und Tugnerotes genannt.

## Geographie
Ternuay-Melay-et-Saint-Hilaire liegt auf einer Höhe von 358 m über dem Meeresspiegel, 15 Kilometer nordöstlich von Lure und etwa 24 Kilometer nordwestlich der Stadt Belfort (Luftlinie). Das Dorf erstreckt sich im östlichen Teil des Departements, am oberen Ognon, in den südwestlichen Vogesen, am Rand des Plateau des Mille Étangs.
Die Fläche des 25,74 km² großen Gemeindegebiets umfasst einen Abschnitt der südwestlichen Vogesen. Von Nordosten nach Südwesten wird das Gebiet von der Alluvialniederung des Ognon durchquert. Die flache Talaue liegt auf durchschnittlich 350 m und weist eine Breite von rund einem Kilometer auf. Sie wird überwiegend landwirtschaftlich genutzt. Auf dem Gemeindegebiet nimmt der Ognon von Osten den Ruisseau de la Montagne und den Ruisseau Jeannot, von Westen den Ruisseau du Bois du Frahier auf.

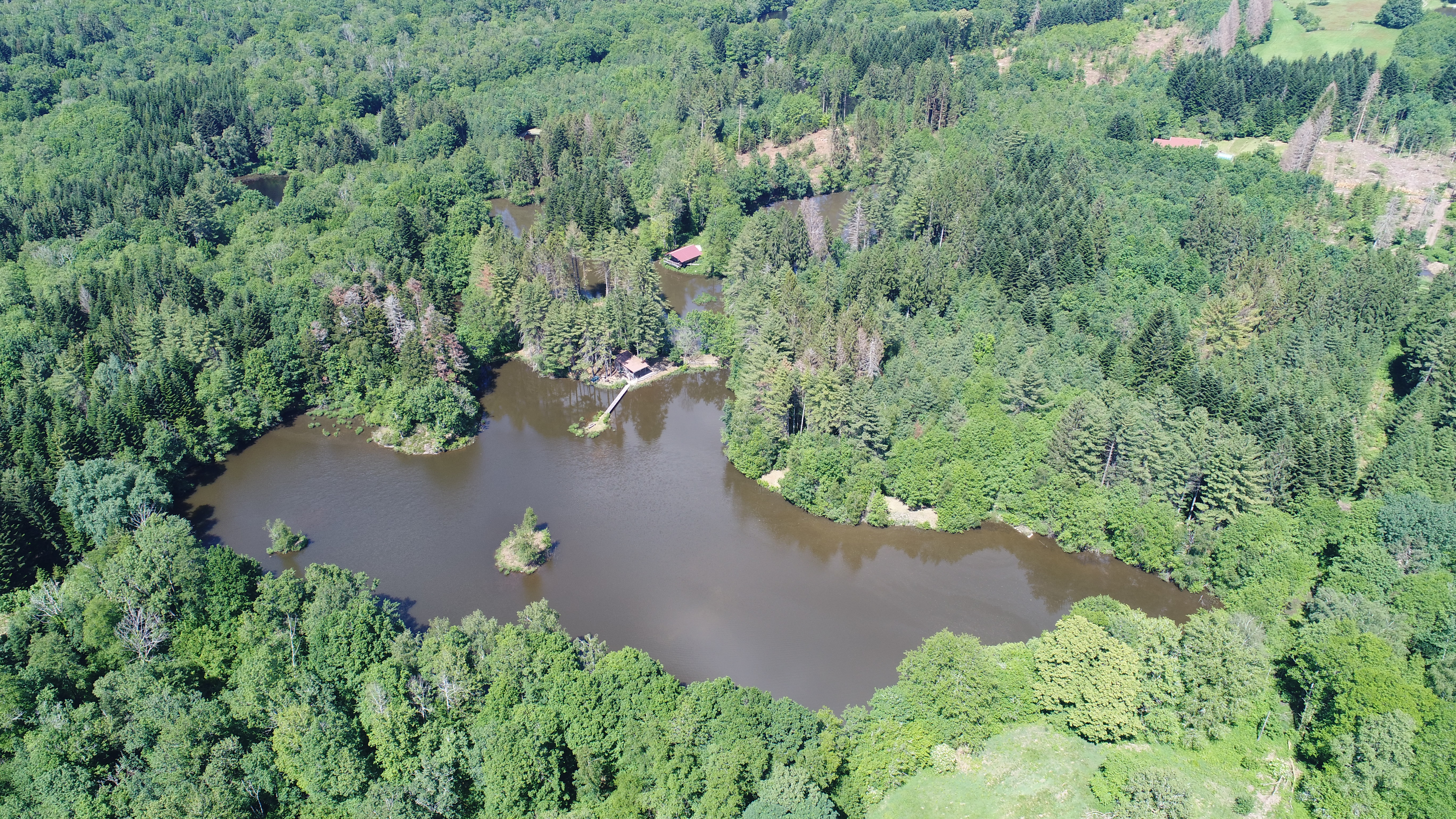
Étangs du Grand Rang

Flankiert wird das Tal des Ognon auf seiner Westseite vom Plateau des Mille Étangs. Das Plateau zeigt ein lockeres Gefüge von Wald, Weideland, Heidelandschaften und Mooren. Es erreicht eine mittlere Höhe von 500 m. In Muldenlagen befinden sich zahlreiche kleine Seen, die überwiegend natürlichen Ursprungs sind und während der Eiszeit durch Gletscherschliff entstanden. Einige wurden auch aufgestaut und dienen zur Fischzucht. Im Westen erstreckt sich das Gemeindeareal bis ins Quellgebiet des Ruisseau de la Mer, eines weiteren Zuflusses des Ognon. Die nördlichen Teile werden von den Waldhöhen des Bois du Frahier und des Bois Saint-Hilaire (574 m) eingenommen.
Östlich des Ognon-Tals steigt der dicht bewaldete Hang steil an zu den Höhen der Montagne de Fresse, welche die Wasserscheide zum Tal des Raddon bildet. Mit 870 m wird auf der Kuppe des Bois du Sapoz ganz im Osten die höchste Erhebung von Ternuay-Melay-et-Saint-Hilaire erreicht. In geologisch-tektonischer Hinsicht bestehen die Höhen zur Hauptsache aus kristallinem Grundgestein, in den höheren Lagen ist auch Buntsandstein der unteren Trias anzutreffen.
Die Gemeinde besteht aus folgenden Siedlungen:
- Ternuay (340 m) beidseits des Ognon
- Melay (455 m) auf dem Plateau des Mille Étangs
- Saint-Hilaire (479 m) in der Talmulde des Ruisseau du Bois du Frahier auf dem Plateau des Mille Étangs

Nachbargemeinden von Ternuay-Melay-et-Saint-Hilaire sind Faucogney-et-la-Mer im Norden, Servance-Miellin mit Servance im Osten, Fresse, Belonchamp und Mélisey im Süden sowie Écromagny im Westen.

## Geschichte
Im Mittelalter gehörte Ternuay zur Freigrafschaft Burgund und darin zum Gebiet des Bailliage d’Amont. Die lokale Herrschaft hatten zunächst die Herren von Faucogney inne; von 1339 bis 1553 gehörte das Dorf zur Baronie Mélisey. Zusammen mit der Franche-Comté gelangte Ternuay mit dem Frieden von Nimwegen 1678 definitiv an Frankreich. Zu einer Gebietsveränderung kam es im Jahr 1806, als die drei vorher selbständigen Gemeinden Ternuay (1800: 700 Einwohner), Melay (1800: 157 Einwohner) und Saint-Hilaire (1800: 141 Einwohner) fusionierten.
Im 19. Jahrhundert wurde bei Ternuay Granit abgebaut und verarbeitet. Die Fabrik stellte ihren Betrieb um 1900 ein. Mit der Eröffnung der Trambahn von Lure nach Le Thillot (1895) wurde Ternuay an das Netz des öffentlichen Verkehrs angebunden. Der Betrieb der Linie wurde jedoch zu Beginn des Zweiten Weltkriegs wieder eingestellt. Heute ist Ternuay-Melay-et-Saint-Hilaire Mitglied des Gemeindeverbandes Communauté de communes des 1000 étangs.

## Sehenswürdigkeiten
Die Kirche von Ternuay wurde im 19. Jahrhundert mit einem mächtigen viereckigen Turm neu erbaut. Zur bemerkenswerten Ausstattung gehören die Reste eines Altars aus dem 17. Jahrhundert, eine reich skulptierte Statuengruppe aus dem 18. Jahrhundert und ein Altar aus dem 19. Jahrhundert.
Aus der Zeit nach der Französischen Revolution stammt der Obelisk auf dem Dorfplatz vor der Mairie (Gemeindeverwaltung). Über den Ognon führt eine dreibogige Steinbrücke (um 1920 errichtet). Die Kapelle bei Saint-Hilaire wurde im 18. Jahrhundert erbaut. Auf dem Gemeindegebiet gibt es mehrere Kalvarienberge aus dem 17. und 18. Jahrhundert.

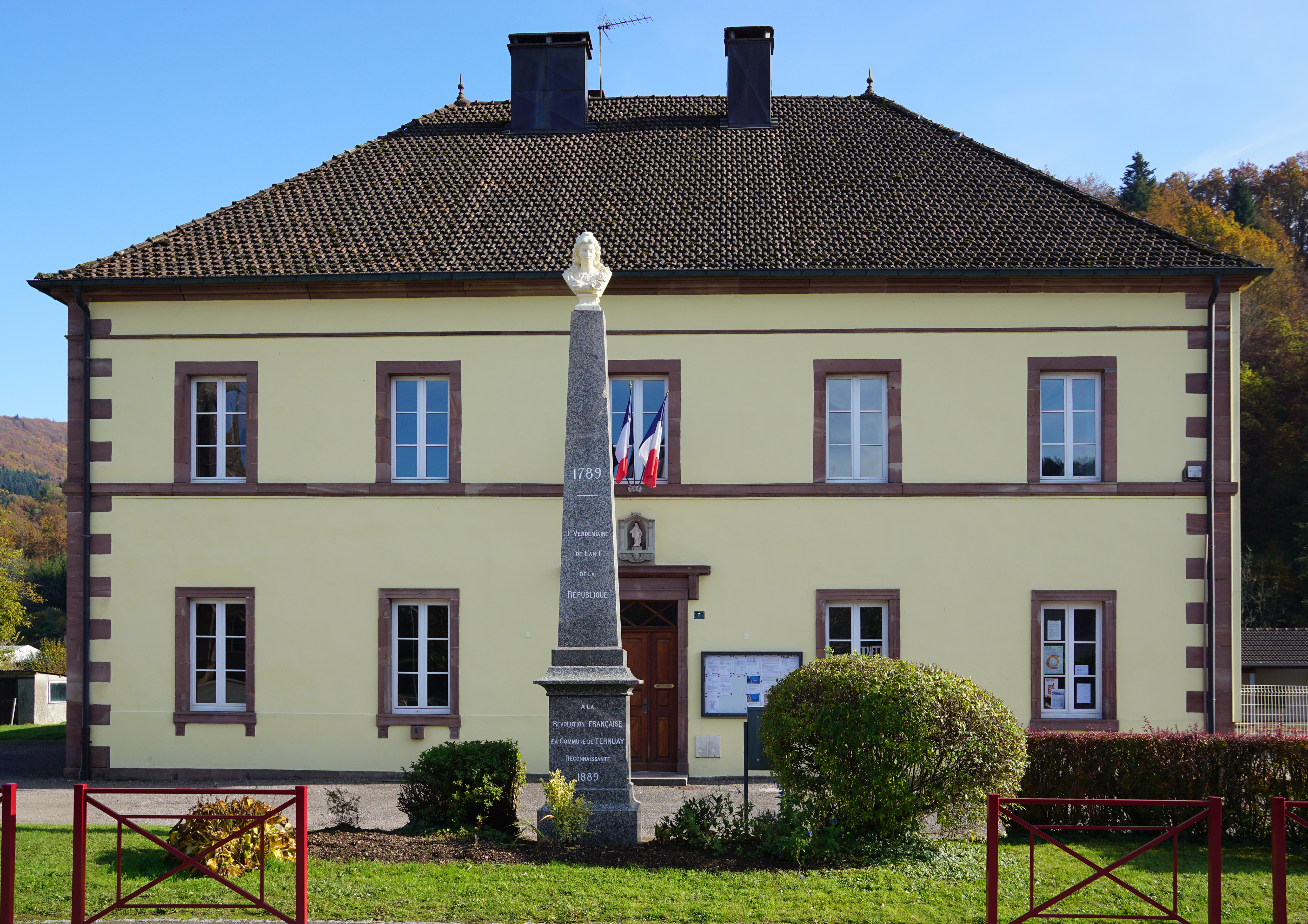
Mairie der Gemeinde
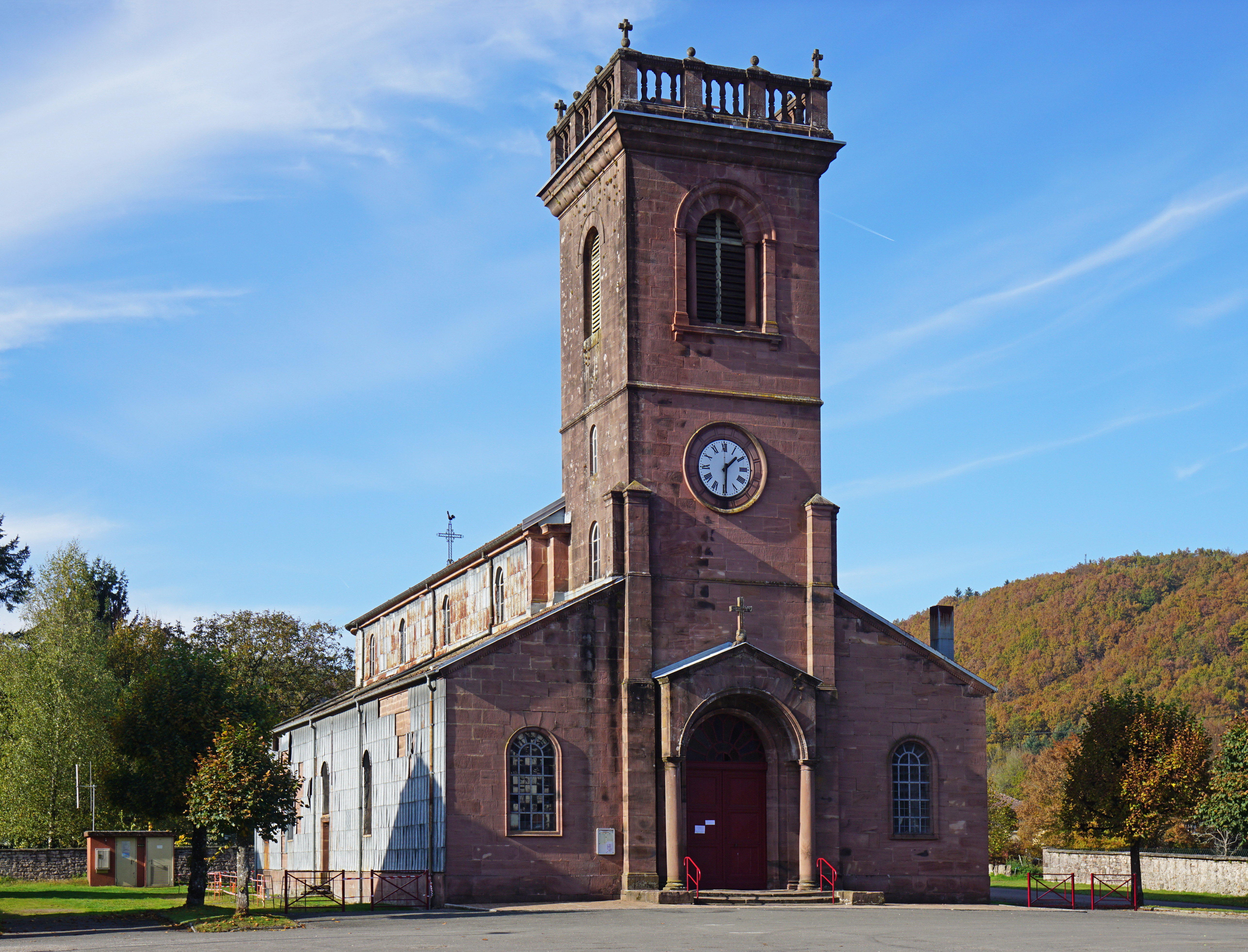
Kirche St. Valbert

## Bevölkerung
| Jahr                       | 1962 | 1968 | 1975 | 1982 | 1990 | 1999 | 2006 | 2017 |
| Einwohner                  | 586  | 616  | 561  | 535  | 502  | 499  | 519  | 487  |
| Quellen: Cassini und INSEE |      |      |      |      |      |      |      |      |

Mit 445 Einwohnern (1. Januar 2022) gehört Ternuay-Melay-et-Saint-Hilaire zu den kleineren Gemeinden des Départements Haute-Saône. Nachdem die Einwohnerzahl in der ersten Hälfte des 20. Jahrhunderts deutlich abgenommen hatte (1881 wurden noch 1184 Personen gezählt), wurden seit Beginn der 1980er Jahre nur noch relativ geringe Schwankungen verzeichnet.

## Wirtschaft und Infrastruktur
Ternuay-Melay-et-Saint-Hilaire war bis weit ins 20. Jahrhundert hinein ein vorwiegend durch die Landwirtschaft (Milchwirtschaft, Viehzucht und Ackerbau), die Forstwirtschaft und die Fischzucht geprägtes Dorf. Heute gibt es einige Betriebe des lokalen Kleingewerbes, vor allem in den Branchen Holzverarbeitung und Feinmechanik. In den letzten Jahrzehnten hat sich das Dorf zu einer Wohngemeinde gewandelt. Viele Erwerbstätige sind deshalb Wegpendler, die in den größeren Ortschaften der Umgebung ihrer Arbeit nachgehen.
Die Ortschaft liegt abseits der größeren Durchgangsachsen an einer Departementsstraße, die von Lure via Mélisey nach Le Thillot führt. Weitere Straßenverbindungen bestehen mit Faucogney-et-la-Mer und Écromagny.